# Berberis hybrido-gagnepainii
Berberis ×hybrido-gagnepainii ist eine Pflanzenart aus der Gattung der Berberitzen (Berberis). 
Sie ist eine Hybride aus Gagnepains Berberitze (Berberis gagnepainii) und der Warzigen Berberitze (Berberis verruculosa). Der immergrüne Strauch mit locker stehenden Zweigen kann bis 1,5 Meter hoch werden. Die Laubblätter sind schmal elliptisch-lanzettlich, bis 6 Zentimeter lang, an jeder Seite mit 3 bis 12 abstehenden Stachelzähnen besetzt, oberseits dunkelgrün, unterseits grünlich weiß bereift. Die gelben Blüten erscheinen im Mai. Die Früchte sind schwarz und graublau bereift. Berberis × hybrido-gagnepainii ist als Zuchtform entstanden und wird sehr häufig als Zierstrauch verwendet.

## Formen
- 'Chenault', für diese Sorte wird auch das Synonym Berberis ×chenaultii verwendet.